# 阮有氏嫻
阮有氏嫻（越南语：／）；1870年12月22日—1935年11月19日），字學姜（越南语：／），永國公阮有度次女，阮朝同慶帝的皇后。

## 生平
嗣德二十三年十一月初一日（1870年12月22日），阮有氏嫻出生。
同慶元年正月十一日（1886年2月14日），選入同慶帝內廷，隨即封為皇貴妃。
啟定元年九月初二日（1916年9月28日），啟定帝尊其為皇太后，生日稱為聖壽節，所以又被稱為聖宮皇太后，俗稱德聖宮。為與生母區別，啟定帝尊稱她為“聖母”。
啟定八年（1923年）十月，加徽號為坤元皇太后（越南语：／）。
保大八年二月二十五日（1933年3月20日），保大帝晉尊其為坤元昌明太皇太后（越南语：／）。
保大十年十月二十四日（1935年11月19日），坤元太皇太后在延壽宮去世，壽六十六歲。谥輔天翊聖坤元昌明穆慈廣厚莊靜仁壽純皇后（越南语：／），葬于承天府香水縣楊春社思陵，號為思明陵（越南语：／），民间俗称聖宮陵（越南语：／）。